# Cherry Blossom
Cherry Blossom è il quinto album in studio del gruppo musicale britannico The Vamps, pubblicato nel 2020.

## Tracce
1. Glory Days (Intro) – 0:14
2. Glory Days – 3:26
3. Better – 2:25
4. Married in Vegas – 3:12
5. Chemicals – 2:50
6. Would You – 3:01
7. Bitter – 2:57
8. Part of Me – 3:11
9. Protocol – 3:54
10. Nothing but You – 3:10
11. Treading Water – 3:47